# Cotesia shemachaensis
Cotesia shemachaensis är en stekelart som först beskrevs av Vladimir Ivanovich Tobias 1976.  Cotesia shemachaensis ingår i släktet Cotesia och familjen bracksteklar. Inga underarter finns listade i Catalogue of Life.